# Gibraltar Darts Trophy
De Gibraltar Darts Trophy is een dartstoernooi dat sinds 2013 werd gehouden, als onderdeel van de PDC European Tour. Het werd gehouden  in Gibraltar, Gibraltar. 

## Winnaars Gibraltar Darts Trophy
| Jaar | Winnaar                                      | Runner-up                                    | Score                                        | Prijzengeld                                  | Winnaar                                      | Runner-up                                    |
| ---- | -------------------------------------------- | -------------------------------------------- | -------------------------------------------- | -------------------------------------------- | -------------------------------------------- | -------------------------------------------- |
| 2013 | Phil Taylor                                  | Jamie Lewis                                  | 6–1 (legs)                                   | £100,000                                     | £20.000                                      | £10.000                                      |
| 2014 | James Wade                                   | Steve Beaton                                 | 6–4 (legs)                                   | £100,000                                     | £20.000                                      | £8.000                                       |
| 2015 | Michael van Gerwen                           | Terry Jenkins                                | 6–3 (legs)                                   | £115,000                                     | £25.000                                      | £10.000                                      |
| 2016 | Michael van Gerwen                           | Dave Chisnall                                | 6–2 (legs)                                   | £115,000                                     | £25.000                                      | £10.000                                      |
| 2017 | Michael Smith                                | Mensur Suljović                              | 6–4 (legs)                                   | £135,000                                     | £25.000                                      | £10.000                                      |
| 2018 | Michael van Gerwen                           | Adrian Lewis                                 | 8–3 (legs)                                   | £135,000                                     | £25.000                                      | £10.000                                      |
| 2019 | Krzysztof Ratajski                           | Dave Chisnall                                | 8–2 (legs)                                   | £140,000                                     | £25.000                                      | £10.000                                      |
| 2020 | Werd niet gehouden vanwege de coronapandemie | Werd niet gehouden vanwege de coronapandemie | Werd niet gehouden vanwege de coronapandemie | Werd niet gehouden vanwege de coronapandemie | Werd niet gehouden vanwege de coronapandemie | Werd niet gehouden vanwege de coronapandemie |
| 2021 | Gerwyn Price                                 | Mensur Suljović                              | 8–0 (legs)                                   | £140,000                                     | £25.000                                      | £10.000                                      |
| 2022 | Damon Heta                                   | Peter Wright                                 | 8–7 (legs)                                   | £140,000                                     | £25.000                                      | £10.000                                      |

2004 · 2005 · 2006 · 2007 · 2008 · 2009 · 2010 · 2011 · 2012 · 2013 · 2014 · 2015 · 2016 · 2017 · 2018 · 2019 · 2020 · 2021 · 2022 · 2023 · 2024 · 2025
2013 · 2014 · 2015 · 2016 · 2017 · 2018 · 2019 · 2020 · 2021 · 2022